# Rickenbach (Hotzenwald)
Rickenbach es un municipio alemán situado en el distrito de Waldshut, Baden-Wurtemberg, al suroeste de Hotzenwald y al sur de la Selva Negra. Cuenta con diferentes barrios: Altenschwand, Bergalingen, Hottingen, Hütten y Willaringen.

## Puntos de interés
- Museo de Energía[3]
- Castillo de Wieladingen, construido probablemente en el siglo XII; fue mencionado por vez primera en un documento del año 1260.[4]